# Handle with Care (chanson)
Pour les articles homonymes, voir Handle with Care.
Singles de Traveling Wilburys
End of the Line
(1988)
Pistes de Traveling Wilburys Vol. 1
Dirty World
Handle with Care est le premier single des Traveling Wilburys, extrait de leur premier album, Traveling Wilburys Vol. 1, tous deux parus en 1988.
Issue d'une session impromptue des futurs membres des Wilburys (Bob Dylan, George Harrison, Jeff Lynne, Roy Orbison et Tom Petty), la chanson devait servir à l'origine de face B au single de George Harrison This Is Love. Cependant, sa maison de disques la considéra comme trop bonne pour un tel sort. Les cinq musiciens avaient trouvé l'expérience d'enregistrer ensemble si plaisante qu'ils finirent par produire un album entier Traveling Wilburys Vol. 1 qui sortit en Octobre 1988, puis un second Traveling Wilburys Vol. 3 en Octobre 1990, sous le nom des Traveling Wilburys.

## Personnel
- George Harrison – chant (couplets) et harmonie, guitares acoustiques et électriques, guitare slide
- Roy Orbison – chant, (chœur), guitare acoustique
- Bob Dylan – chant, guitare acoustique, harmonica
- Jeff Lynne – chant, guitares acoustiques et électriques, guitare basse, batterie, Sonnaille
- Tom Petty – chant, guitare acoustique

Musicien supplémentaire
- Ian Wallace – tom-toms